# Gracjan Chmielewski
Gracjan Adam Chmielewski herbu Wieniawa (ur. 1840 lub 1841 w Kraśniku, zm. 17 maja 1930) – pedagog, polski botanik, powstaniec styczniowy 1863, wychowanek Szkoły Głównej w Warszawie, i kawaler Krzyża Virtuti Militari.

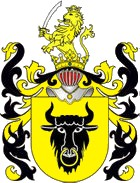
Wieniawa (herb szlachecki)

## Pochodzenie i nauka;
Pochodził z rodziny szlacheckiej, Franciszka Chmielewskiego i Agnieszki ze Świtasiowskich. Gimnazjum Męskie w Lublinie ukończył w 1861 r. Studia wyższe podjął w Instytucie Politechnicznym w Puławach.

## Działalność patriotyczna
Jako student Instytutu Politechnicznego w Puławach, wstąpił w styczniu 1863 r., do biwakującego w wąwozach Kazimierza Dolnego, zgrupowania powstańczego Leona Frankowskiego i Antoniego Zdanowicza, zwanego oddziałem lubelsko-puławskim. Walczył w Sandomierskiem, w oddziałach gen. Mariana Langiewicza i po powrocie w Lubelskie, w kawalerii Tomasza Wierzbickiego i Karola Hermana Wagnera. Brał udział w największych bitwach powstańczych na Lubelszczyźnie: pod Kaniwolą (23 lipca 1863), Chruśliną (4 sierpnia 1863), Żyrzynem (8 sierpnia 1863). Aresztowany i więziony, pozostawał później przez długi czas pod nadzorem policyjnym.

## Kariera naukowa
Stopień magistra nauk przyrodniczych uzyskał w Szkole Głównej w Warszawie. Zamieszkał, wraz z żoną Walerią z Oszczepalskich, w Warszawie, gdzie w latach 1869–1905 pracował, jako nauczyciel przedmiotów przyrodniczych w różnego typu szkołach państwowych, jak i prywatnych.
Przez blisko 40 lat uczył bez przerwy w szkołach warszawskich. W 1905 r. przeszedł na emeryturę i osiadł w Samurkach pod Lublinem. Po kilku miesiącach – dzięki zelżeniu ucisku rusyfikacyjnego, wskutek wybuchu rewolucji 1905 roku, mógł zorganizować pierwsze polskie prywatne Gimnazjum Męskie im. Stanisława Staszica (w wynajętym budynku) przy ul. Królewskiej 15, którego został pierwszym dyrektorem. Władze rosyjskie jednak odmówiły szkole prywatnej wszelkich praw państwowych i kończąc szkołę polską młodzież pozostawała bez przyszłości. O otwarcie jej występowała spółka cywilna. Eugeniusz Eibisch w Prywatnym Filologicznym Zakładzie Naukowym im. Staszica w Lublinie pod kierunkiem Gracjana Chmielewskiego. Z grupą kolegów założył w szkole tajną organizację o charakterze politycznym. Jako dyrektor prowadził szkołę im. Staszica do 7 maja 1919 r., tj. do chwili przekazania jej władzom państwowym.
Był pierwszym Prezesem Oddziału Polskiego Towarzystwa Krajoznawczego w Lublinie. Był inicjatorem budowy obelisku z jasnego śląskiego granitu – popiersia Fryderyka Juriewicza, głównego twórcy toru wyścigowego w Warszawie. Po odzyskaniu przez Polskę niepodległości (1918) w okresie II Rzeczypospolitej został awansowany do stopnia podporucznika weterana Wojska Polskiego. Gracjan Chmielewski za walkę o niepodległość Ojczyzny został odznaczony Srebrnym Krzyżem Virtuti Militari oraz pośmiertnie, Krzyżem Niepodległości z Mieczami.
Zmarł 17 maja 1930 w Wymysłowie Kolonii, i pochowany został na cmentarzu przy ulicy Lipowej w Lublinie.
Gracjan Chmielewski był jednym z dwóch najdłużej żyjących kombatantów powstania, obok Bartłomieja Malickiego (1834–1929), którzy mieszkali na ziemi nałęczowskiej i brali czynny udział w konspiracji narodowej, a przede wszystkim w bitwach i potyczkach 1863 roku.

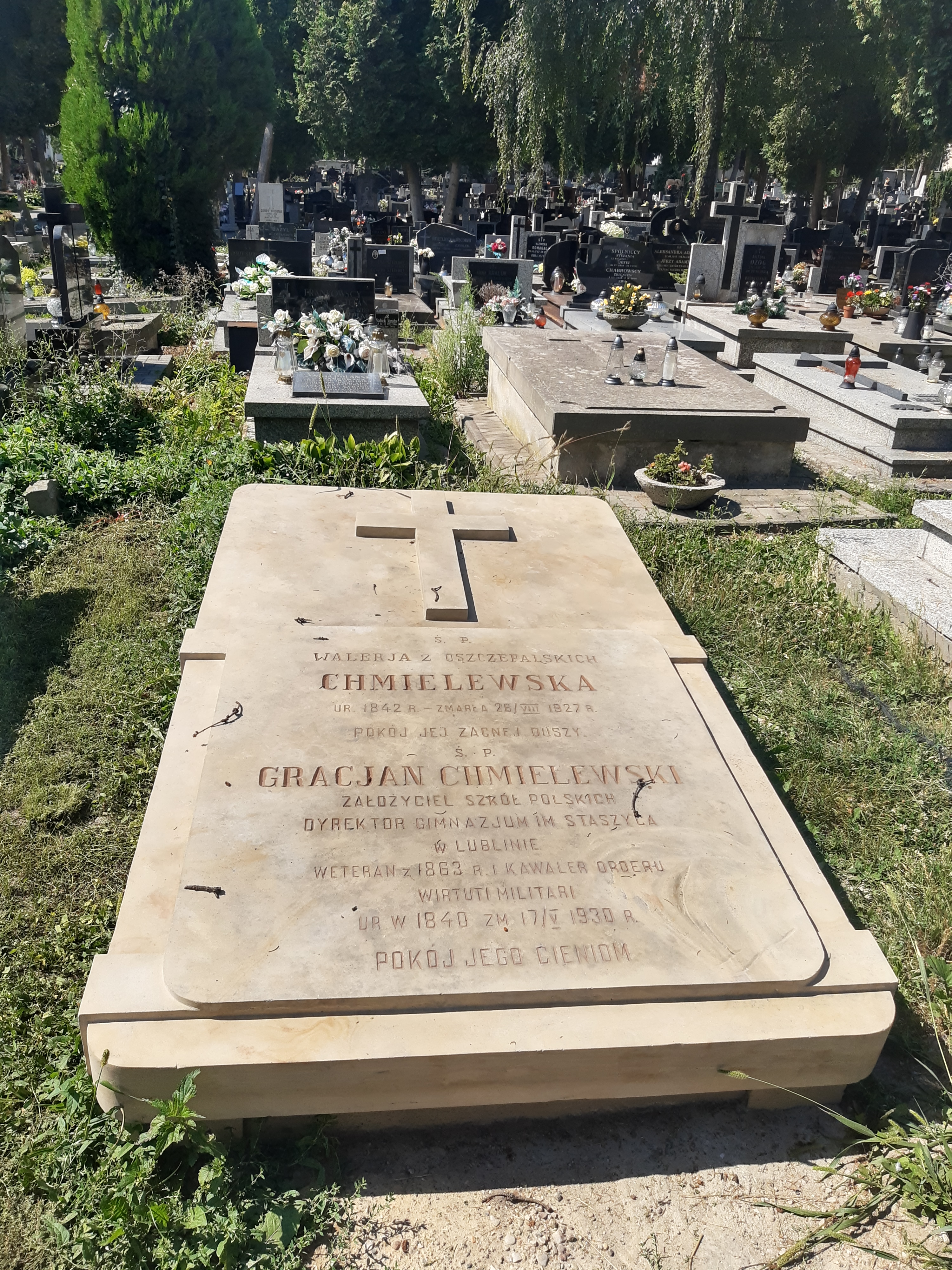
Grób Gracjana Chmielewskiego na cmentarzu przy ulicy Lipowej

## Twórczość
Był m.in. współautorem podręcznika: Klucz do oznaczania roślin spotykanych na wycieczkach botanicznych. Dalszy ciąg części II-ej [...] według Postela przełożył, uzupełnił i zastosował do flory polskiej Gr. Chmielewski [...]. Książka została wydana i wydrukowana przez lubelską drukarnię Michaliny Kossakowskiej w 1911 r.